# Colostygia marinensis
Colostygia marinensis är en fjärilsart som beskrevs av Mcdunnough 1945. Colostygia marinensis ingår i släktet Colostygia och familjen mätare. Inga underarter finns listade i Catalogue of Life.